# گلکار (حزب)
گلکار (اندونزیایی: Partai Golongan Karya) حزبی در اندونزی است.
گلکار از ۱۹۷۳ تا ۱۹۹۹ در دوره رئیس‌جمهور سوهارتو ' (۱۹۶۶–۹۸) و رئیس‌جمهور یوسف حبیبی (۱۹۹۸–۹۹) حزب حاکم بود. متعاقباً بخشی از ائتلاف حاکم در دوره رییسان جمهور عبدالرحمن وحید، مگاواتی سوکارنوپوتری و سوسیلو بامبانگ یودهویونو بود. با انتخاب رئیس‌جمهور جوکو ویدودو از حزب تقلای دمکراتیک اندونزی در ۲۰۱۴, گلکار در ابتدا به ائتلاف اپوزیسیون به رهبری ژنرال سابق پرابووو سوبیانتو پیوست و نهایتاً در ۲۰۱۶ به رئیس‌جمهور ویدودو پیوست.